# Урсичи (Хунедоара)
Урсичи (рум. Ursici) насеље је у Румунији у округу Хунедоара у општини Бошород. Oпштина се налази на надморској висини од 919 m.

## Становништво
Према подацима из 2002. године у насељу је живело 111 становника, од којих су сви румунске националности.